# Карелін Олександр Олександрович
Олександр Олександрович Карелін (рос. Александр Александрович Карелин; 19 вересня 1967, Новосибірськ, РРФСР, СРСР) — радянський і російський спортсмен, борець греко-римського стилю; олімпійський чемпіон і призер Олімпійських ігор (1988, 1992 і 1996 роки — золота медаль, 2000 рік — срібна медаль), дев'ятиразовий чемпіон світу (1989—1991, 1993—1995, 1997—1999 роки), дванадцятиразовий чемпіон Європи (1987—1991, 1993—1996, 1998—2000 роки); заслужений майстер спорту СРСР (1988 рік), Герой Російської Федерації (1997 рік), депутат Державної думи Російської Федерації (1999, 2003, 2007 роки), доктор педагогічних наук (2002 рік). Включений до Всесвітньої Зали слави Міжнародної федерації об'єднаних стилів боротьби (FILA). Міжнародною федерацією об'єднаних стилів боротьби був названий найкращим борцем греко-римського стилю XX століття. Як і американський борець Брюс Баумгартнер (останній у вільній боротьбі) має найбільшу сумарну кількість медалей чемпіонатів світу і Олімпійських ігор — загалом 13. Занесений до Книги рекордів Гіннеса, як спортсмен, що протягом тринадцяти років не програв жодної сутички. Почесний громадянин Новосибірська. Путініст, публічно підтримав напад Росії на Україну.

## Життєпис

### Спортивна кар'єра
Триразовий переможець Олімпійських ігор (1988, 1992, 1996, в категорії до 130 кг), дев'ятиразовий чемпіон світу (1989—1991, 1993—1995, 1997—1999), 12-кратний чемпіон Європи (1987—1991, 1993—1996, 1998—2000), срібний призер Олімпійських ігор 2000 року, чемпіон світу серед юніорів 1988, 13-кратний чемпіон СРСР, СНД та Росії (1988—2000). Переможець Кубка «Абсолютний чемпіон світу» 1989. Чотири рази нагороджений «Золотим поясом», як найкращий борець планети — в 1989, 1990, 1992, 1994 рр.. Переможець IV міжнародного турніру «На призи Олександра Кареліна» (1995). П'ятикратний переможець міжнародного турніру пам'яті Івана Піддубного. Двічі був визнаний найкращим спортсменом Росії. За всю спортивну кар'єру виграв 887 поєдинків та зазнав дві поразки — у фіналі чемпіонату СРСР 1987 року поступився одним балом Ігорю Ростороцькому та в останньому поєдинку своєї спортивної кар'єри — у фіналі сіднейської Олімпіади поступився одним балом американцеві Рулону Гарднеру. Відомі випадки, коли суперники навмисне відмовлялися боротися з Кареліним. Шість років поспіль до 2000 року не віддавав суперникам жодного балу.

### Життя після спорту
Ще за два роки до завершення спортивної кар'єри Карелін пішов у політику. Став третім номером і обличчям путінської партії «Єдність», яка в підсумку перемогла на виборах до Державної Думи 1999 року. Ця партія згодом була реорганізована в Єдину Росію. Сам Карелін теж став депутатом Державної Думи Росії. Великий бізнесмен. Володіє багатьма підприємствами будівельної індустрії, піщаними кар'єрами, пляжами, а також є співвласником компанії стільникового зв'язку. Має власний Фонд Олександра Кареліна. В російській пресі з'являлись повідомлення, що Карелін, використовуючи своє становище в суспільстві, незаконним шляхом придбав 260 акцій Іскітімського кар'єра у одного з його колишніх працівників, а потім організував зміну керівництва. Коли ж робітники стали проти цього, приїхали «тітушки», вчинивши побоїще, після якого 18 робочих у важкому стані були доставлені в лікарні.

## Спортивні результати

### Виступи на Олімпіадах
| Змагання                    | Збірна            | Вагова категорія | Місце  |
| --------------------------- | ----------------- | ---------------- | ------ |
| Літні Олімпійські ігри 1988 | СРСР              | 130 кг           | Золото |
| Літні Олімпійські ігри 1992 | Об'єднана команда | 130 кг           | Золото |
| Літні Олімпійські ігри 1996 | Росія             | 130 кг           | Золото |
| Літні Олімпійські ігри 2000 | Росія             | 130 кг           | Срібло |

### Виступи на Чемпіонатах світу
| Змагання                        | Збірна | Вагова категорія | Місце  |
| ------------------------------- | ------ | ---------------- | ------ |
| Чемпіонат світу з боротьби 1989 | СРСР   | 130 кг           | Золото |
| Чемпіонат світу з боротьби 1990 | СРСР   | 130 кг           | Золото |
| Чемпіонат світу з боротьби 1991 | СРСР   | 130 кг           | Золото |
| Чемпіонат світу з боротьби 1993 | Росія  | 130 кг           | Золото |
| Чемпіонат світу з боротьби 1994 | Росія  | 130 кг           | Золото |
| Чемпіонат світу з боротьби 1995 | Росія  | 130 кг           | Золото |
| Чемпіонат світу з боротьби 1997 | Росія  | 130 кг           | Золото |
| Чемпіонат світу з боротьби 1998 | Росія  | 130 кг           | Золото |
| Чемпіонат світу з боротьби 1999 | Росія  | 130 кг           | Золото |

### Виступи на Чемпіонатах Європи
| Змагання                         | Збірна            | Вагова категорія | Місце  |
| -------------------------------- | ----------------- | ---------------- | ------ |
| Чемпіонат Європи з боротьби 1988 | СРСР              | 130 кг           | Золото |
| Чемпіонат Європи з боротьби 1989 | СРСР              | 130 кг           | Золото |
| Чемпіонат Європи з боротьби 1990 | СРСР              | 130 кг           | Золото |
| Чемпіонат Європи з боротьби 1991 | СРСР              | 130 кг           | Золото |
| Чемпіонат Європи з боротьби 1992 | Об'єднана команда | 130 кг           | Золото |
| Чемпіонат Європи з боротьби 1993 | Росія             | 130 кг           | Золото |
| Чемпіонат Європи з боротьби 1994 | Росія             | 130 кг           | Золото |
| Чемпіонат Європи з боротьби 1995 | Росія             | 130 кг           | Золото |
| Чемпіонат Європи з боротьби 1996 | Росія             | 130 кг           | Золото |
| Чемпіонат Європи з боротьби 1998 | Росія             | 130 кг           | Золото |
| Чемпіонат Європи з боротьби 1999 | Росія             | 130 кг           | Золото |
| Чемпіонат Європи з боротьби 2000 | Росія             | 130 кг           | Золото |

### Виступи на Кубках світу
| Змагання                    | Збірна | Вагова категорія | Місце  |
| --------------------------- | ------ | ---------------- | ------ |
| Кубок світу з боротьби 1987 | СРСР   | 130 кг           | Золото |
| Кубок світу з боротьби 1992 | Росія  | 130 кг           | Срібло |

### Виступи на інших змаганнях
| Змагання                           | Збірна | Вагова категорія | Місце  |
| ---------------------------------- | ------ | ---------------- | ------ |
| Гран-прі FILA 1988                 | СРСР   | 130 кг           | Золото |
| Гран-прі Німеччини з боротьби 1988 | СРСР   | 130 кг           | Золото |
| Ігри доброї волі 1990              | СРСР   | 130 кг           | Золото |
| Гран-прі Німеччини з боротьби 1993 | Росія  | 130 кг           | Золото |